# تابان شوريش
تابان شوريش (بالإنجليزية: Taban Shoresh)‏ (مواليد 1983) هي موظفة إغاثة بريطانية،  ناشطة في مجال حقوق المرأة ومؤسسة للمنظمة غير الربحية زهرة اللوتس. وهي أيضًا من الناجيات في الإبادة الجماعية الكردية (الأنفال).

## حياتها
بسبب تورط والدها في البشمركة (العسكرية الكردية) وبروزها في الأدب الكردي، كانت عائلة تابان واحدة من العديد من الأسر الكردية التي اضطهدها نظام صدام حسين. عندما كانت شوريش في الرابعة من عمرها، وصلت دائرة المخابرات العراقية إلى منزلها وألقت القبض على والدتها مع جديها من الأب. سجنت شوريش لمدة أسبوعين مع أسرتها والعديد من الأكراد العراقيين الآخرين.
في عام 1986، نجت عائلة شوريش بالكاد من دفن جماعي حي بعد أن تم تغيير سائقي السيارة التي تنقلها هي وعائلتها. في ذلك الوقت، كان بعض الأكراد الذين يعملون لصالح صدام حسين يعملون في الواقع مع الأكراد.
في عام 1987، بعد ثلاثة أشهر من الاختباء وفرار 12 شهرًا، وصلت عائلة شوريش إلى إيران. عند وصولها، علمت شوريش أن والدها تسمم بالثاليوم وتم نقله إلى المملكة المتحدة من قبل منظمة العفو الدولية حيث تلقى العلاج الطبي. وصلت شوريش مع بقية أفراد أسرتها إلى المملكة المتحدة بعد عام واحد. في عام 1988 حيث كانت تدرس وبدأت في نهاية المطاف مهنة في إدارة الأصول.

## العمل الإنساني
في أبريل 2014، تم الاتصال بشوريش من قبل حكومة إقليم كردستان وطلب منها التحدث عن تجاربها في مجلس اللوردات لإحياء ذكرى الإبادة الجماعية. في هذا الوقت علمت عن محنة اليزيديين، وهم أقلية دينية كردية من سكان شمال بلاد ما بين النهرين. كان اليزيديون يواجهون الاضطهاد من قبل الجماعة الإرهابية المسماة تنظيم الدولة الإسلامية.
ثم أخذت تابان استراحة مهنية للمشاركة في مهمة إنقاذ مع مؤسسة روانجا، حيث قامت بتوزيع المساعدات على النازحين الإيزيديين المحاصرين في جبل سنجار. ثم بقيت في المنطقة لمدة 15 شهرًا ودعمت مؤسسة روانجا في مهمتها الإنسانية قبل العودة إلى المملكة المتحدة.

## العمل التطوعي
تم تسجيل زهرة اللوتس باعتبارها منظمة غير ربحية في مارس 2016. تقدم المنظمة الدعم للنساء النازحات ضحايا النزاع في الشرق الأوسط.
المنظمة مسجلة في لندن  وأنشأت ثلاثة مراكز في إقليم كردستان العراق. تساعد هذه المراكز النساء الضعيفات على الوصول إلى التعليم وتساعدهن في رفاههن وصحتهن العقلية، وهذا بدوره يساعد النساء اللاجئات على إعادة الاندماج في مجتمعاتهن.

## التعريف بقضيتها
في سبتمبر 2018، أقامت شوريش تمثالًا صغيرًا في وسط لندن كجزء من حملة من قبل الحركة الفنية "Put Her Forward". وتأمل المنظمة في مضاعفة عدد تماثيل النساء في إنجلترا.
تتحدث كثيرًا عن محنة الشعب الكردي في الشرق الأوسط في الأماكن العامة وعلى شبكات الأخبار الكبرى.
في عام 2016، كانت صاحبة الدور النهائي في جوائز مجلة امرأة العام الحمراء.